# Monterde de Albarracín
Monterde de Albarracín és un municipi d'Aragó, situat a la província de Terol i enquadrat a la comarca de la Serra d'Albarrasí.